# Love Action (I Believe in Love)
Love Action (I Believe in Love) è un singolo del gruppo synthpop britannico The Human League, pubblicato nel 1981 ed estratto dall'album Dare.

## Tracce
- 7"

1. Love Action (I Believe in Love)
2. Hard Times

## Classifiche
| Classifica (1981) | Posizione massima |
| ----------------- | ----------------- |
| Regno Unito       | 3                 |